# Ерік Баррондо
Ерік Баррондо  (ісп. Erick Barrondo, 14 червня 1991) —  гватемальський легкоатлет, олімпійський медаліст.

## Виступи на Олімпіадах
| Олімпіада   | Дисципліна      | Місце  |
| ----------- | --------------- | ------ |
| Лондон 2012 | ходьба на 20 км | 2      |
| Лондон 2012 | ходьба на 50 км | участь |

## Зовнішні посилання
- Досьє на sport.references.com [Архівовано 28 листопада 2014 у Wayback Machine.]